# Gara (Hungria)
Gara é um município da Hungria, situado no condado de Bács-Kiskun. Tem 59,96 km² de área e sua população em 2015 foi estimada em 2.273 habitantes.